# Économie de la Vallée d'Aoste
L'économie de la Vallée d'Aoste repose sur deux activités principales : l'agriculture et le tourisme.

## Une région autonome

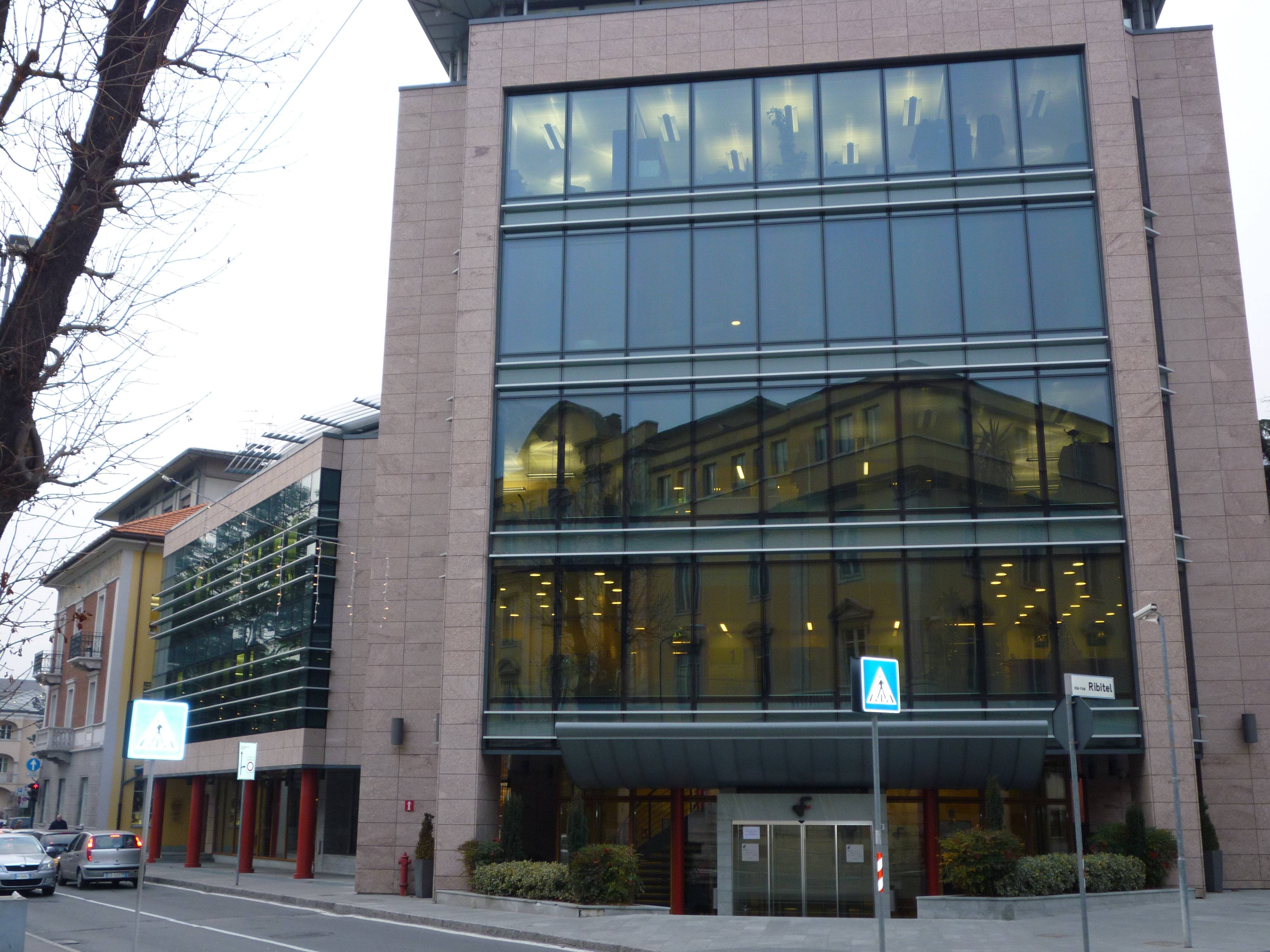
Le nouveau bâtiment de la Finaosta S.A., situé entre la rue René Ribitel et la rue Jean-Boniface Festaz

L'autonomie de la Vallée d'Aoste se reflète aussi sur l'administration de l'économie et des finances, qui sont gérées au niveau local, avec une participation presque nulle de la part du gouvernement italien.
Il y a deux structures principales. La première est la Chambre valdôtaine des entreprises et des activités libérales (ou simplement Chambre valdôtaine), la chambre de commerce régionale, instituée le 20 mai 2002 par la loi régionale no 7, et active depuis le 1er juin 2005. Il s'agit d'un organisme autonome de droit public qui travaille au service des entreprises locales et des consommateurs, en prise directe avec l'administration régionale et avec les pouvoirs locaux.
La seconde est la Finaosta S.A., la compagnie financière régionale, instituée en 1982 d’après la loi régionale no 16, qui a été remplacée ensuite par la loi régionale no 7 de 2006. Le capital social est entièrement possédé par la région autonome Vallée d’Aoste. Finaosta a pour but de favoriser le développement socio-économique de la région, par des interventions visant la modernisation des entreprises locales, en accord avec l'administration régionale.
Les organes financiers régionaux travaillent en parallèle avec la Coopérative de crédit valdôtaine, l'institut bancaire unique au niveau régional.

## Données économiques
Le tableau suivant présente le PIB et le PIB par habitant produits en Vallée d'Aoste de 2000 à 2006 :
|                                             | 2000     | 2001     | 2002     | 2003     | 2004     | 2005     | 2006     |
| ------------------------------------------- | -------- | -------- | -------- | -------- | -------- | -------- | -------- |
| Produit intérieur brut (Millions d'euros)   | 3 224,9  | 3 352,3  | 3 508,0  | 3 664,8  | 3 844,0  | 3 918,9  | 4 059,8  |
| PIB aux prix du marché par habitant (Euros) | 27 077,4 | 28 076,4 | 29 185,0 | 30 162,9 | 31 379,5 | 31 757,5 | 32 635,1 |

Le tableau suivant présente le PIB produit en Vallée d'Aoste aux prix courants du marché en 2006, en millions d'euros, subdivisé parmi les macro-activités économiques principales :
| Macro-activité économique                                                     | PIB produit | % du secteur sur le PIB régional | % du secteur sur le PIB italien |
| Agriculture, sylviculture, pêche                                              | € 43,0      | 1,06 %                           | 1,84 %                          |
| Industrie                                                                     | € 451,1     | 11,11 %                          | 18,30 %                         |
| Bâtiment                                                                      | € 377,6     | 9,30 %                           | 5,41 %                          |
| Commerce, réparations, hôtels et restaurants, transport et télécommunications | € 717,2     | 17,67 %                          | 20,54 %                         |
| Médiation monétaire et financière ; activités immobilières et d'entreprise    | € 797,1     | 19,63 %                          | 24,17 %                         |
| Autres activités de services                                                  | € 857,8     | 21,13 %                          | 18,97 %                         |
| TVA, impôts indirects en net sur les produits et impôts sur les importations  | € 815,9     | 20,10 %                          | 10,76 %                         |
| PIB de la Vallée d'Aoste aux prix du marché                                   | € 4 059,8   |                                  |                                 |

La comparaison entre des données au niveau régional et celles au niveau national, exprimées en pourcentage, soulignent une influence sur l'économie régionale des secteurs du bâtiment et des autres services majeure par rapport à la moyenne italienne. Parmi les autres services sont inclus l'administration publique et l'éducation publique.

## Ressources agricoles

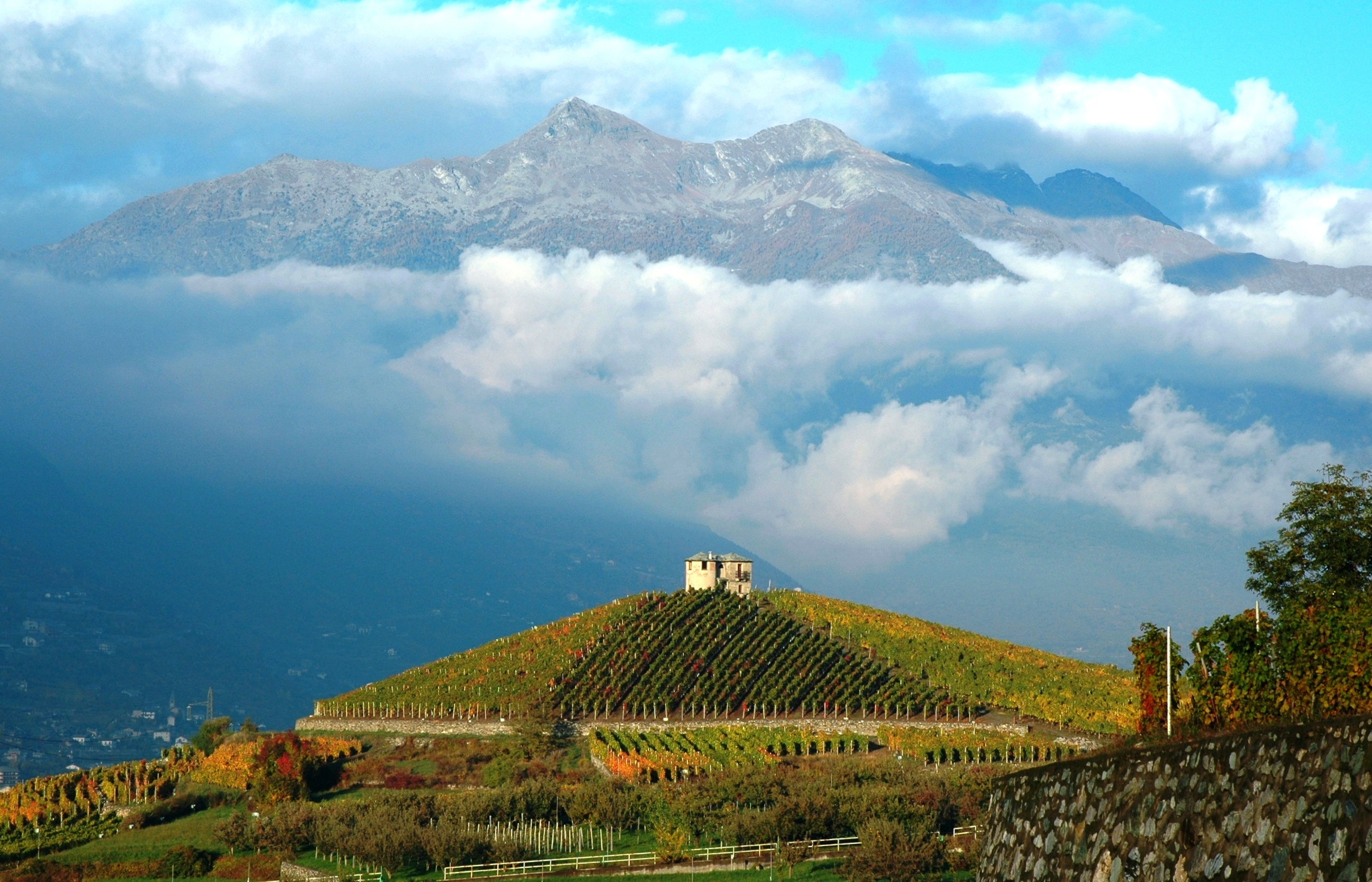
Vignobles à Aymavilles.

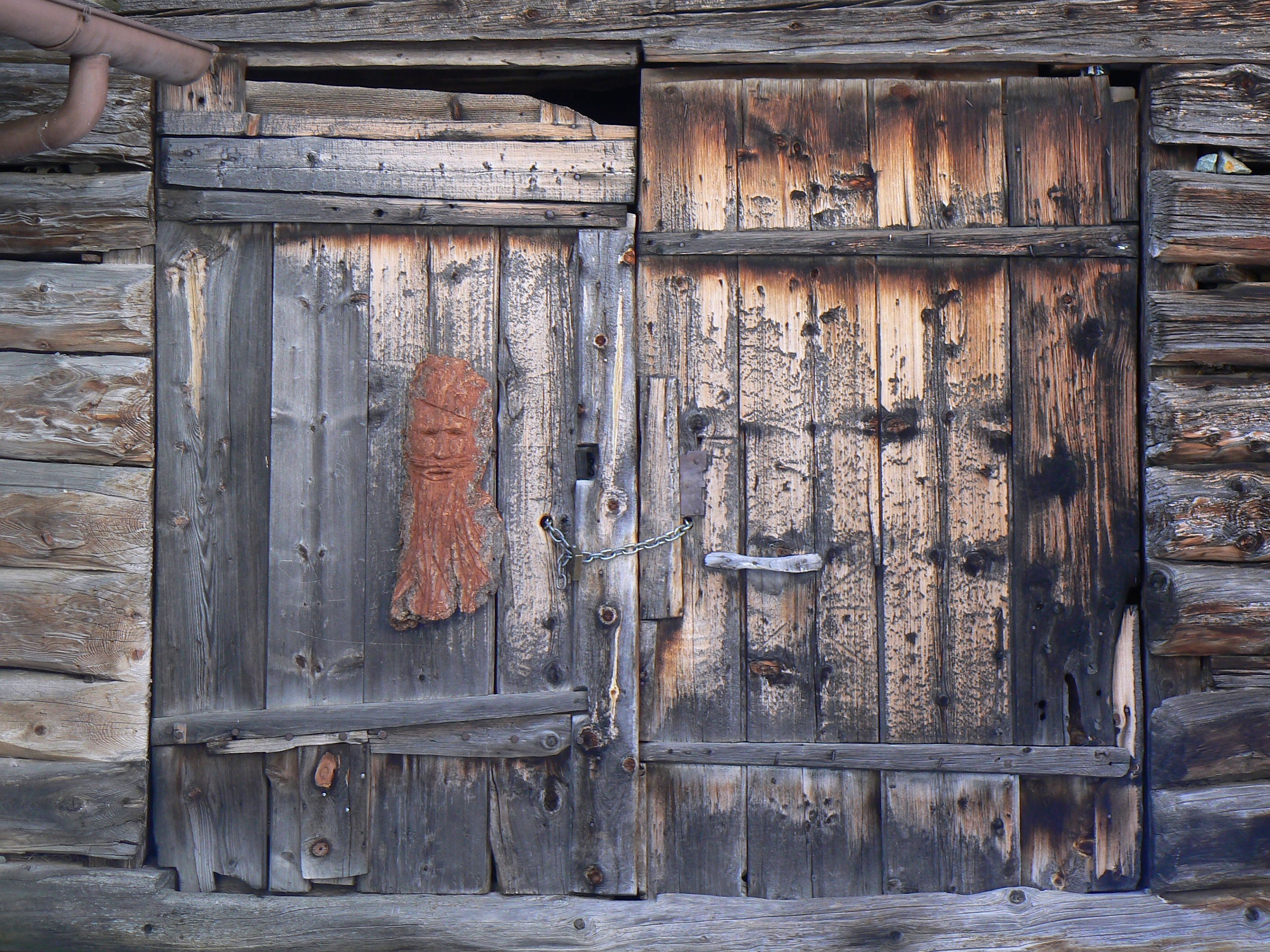
Un masque en bois de pin gravé sur un portail au hameau Nex, au Valsavarenche, témoignant de la pratique du travail du bois, autrefois un volet de premier plan de l'économie valdôtaine.

En 2018, ~65 % du territoire régional exploitable d'un point de vue agricole est mis en production.
Les forêts (pins, sapins et mélèzes) et les pâturages font l'objet d'activités d'élevage bovin et parfois caprin. La production laitière constitue l'un des secteurs principaux au niveau régional, avec des transformations laitières telle que la fontine. La Centrale laitière de la Vallée d'Aoste s'impose comme une entreprise d'industrie laitière majeure pour la collecte du lait cru réfrigéré chez les agriculteurs et sa transformation. L'appellation « fontine » est préservée via le label officiel de l'Union européenne « Appellation d'origine protégée » (AOP) et le lait et le fromage attaché est produit par le « Consortium des producteurs de lait et de fontine ».
Le reste de la production agricole se compose de pommes de terre, fruits (surtout les pommes et le raisin), légumes et céréales.
Malgré l'altitude élevée, le pays est renommé pour son vin; l'aspect du vignoble se caractérise par ses plantations sur des parcelles à forte pente, situées à l'adret, la vallée entière bénéficiant d'un climat chaud et sec. La viticulture représente un secteur historique de l'économie locale. Il se caractérise par une production modeste et élitaire.
L'Association régionale des éleveurs valdôtains (AREV) s'occupe du soutien à l'élevage bovin, ovin et caprin sur le territoire régional, ainsi que de la valorisation des races domestiques autochtones.

## Industrie
Environ 33 % de la population active est embauché dans le secteur secondaire, qui fournit un tiers environ de la richesse totale.
Les établissements se concentrent surtout dans la basse vallée (entre Verrès-Champdepraz et Pont-Saint-Martin), et leur dimension ne dépasse jamais la petite-moyenne taille. Les secteurs concernés sont le textile, le bâtiment, la mécanique, le bois et le papier.
L'Usine Cogne représente en ce sens une exception. Ayant son siège à Aoste, elle a constitué pendant des décennies la base de l'économie régionale tout au long du XXe siècle. La mine de fer à Lillaz (dans le haut val de Cogne) et celle de charbon à La Thuile ont fourni la matière première. Le chiffre d'affaires aujourd'hui est beaucoup plus réduit par rapport au passé, l'activité de l'usine se concentrant désormais sur la production d'aciers spéciaux sur le marché étranger à la suite de l'épuisement des gisements et de la fermeture des mines.
Le travail du bois constitue un autre secteur important au niveau régional.

### Énergie hydroélectrique
La grande quantité d'eau présente naturellement sur le territoire, unie au dénivelé des montagnes constitue l'une des principales richesses au niveau local en termes d'énergie hydroélectrique. La Compagnie valdôtaine des eaux gère l'entière structure des centrales, parsemées sur le territoire régional. L'énergie électrique est ensuite distribuée et gérée par l'entreprise à participation régionale Vallénergie.

## Ressources du tourisme

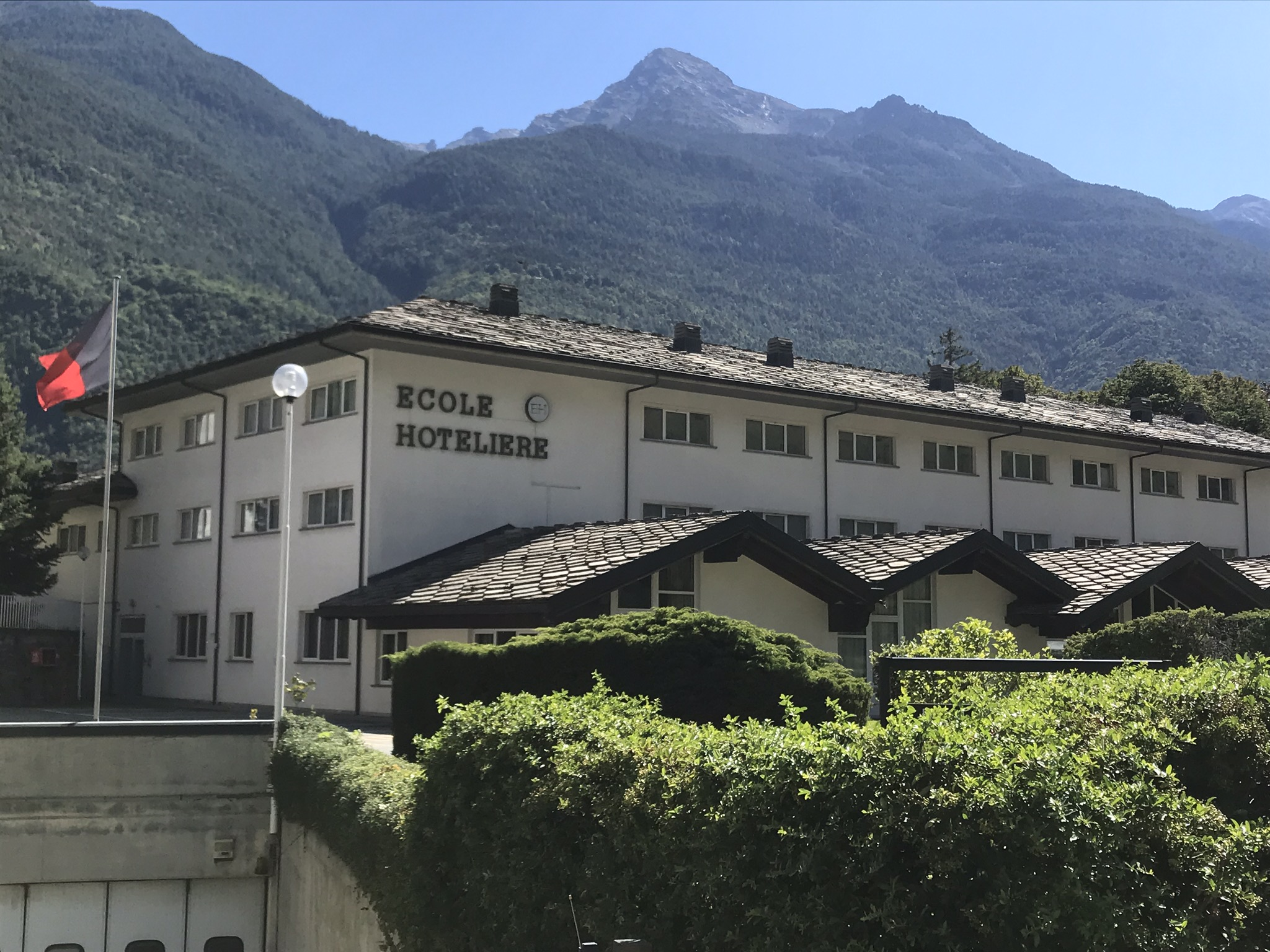
L'école hôtelière de Châtillon.

Le tourisme constitue la principale ressource de l'économie régionale.
Les richesses naturelles, protégées dans le parc national du Grand-Paradis et dans le parc naturel du Mont-Avic, attirent chaque année des milliers de passionnés de la nature.
La vallée est un haut-lieu de la randonnée, et le passage obligé de ceux qui font le tour du Mont-Blanc, le tour du Mont-Rose, le tour du Cervin et le tour des Combins ; ils bénéficient d'un vaste réseau de refuges ouverts été comme hiver, et de deux parcours d'altitude (Haute Route n°1 et Haute Route n°2).

### Tourisme thermal
Au XVIIIe siècle, la redécouverte des eaux thermales, déjà exploitées pendant la période romaine, à Saint-Vincent et à Pré-Saint-Didier attire de grandes personnalités de l'époque.
Depuis 1947, le Casino de la Vallée à Saint-Vincent, le plus grand et le plus moderne d'Europe, propose 90 tables de jeu de toute nature et 500 machines à sous.

### Tourisme hivernal
Les principales stations de sports d'hiver sont :
- à Courmayeur au pied du mont Blanc, dans le domaine skiable du Plan Chécrouit ;
- au Breuil-Cervinia, près du Cervin, dans le domaine skiable italo-suisse du Matterhorn ski paradise ;
- à La Thuile, dans le domaine skiable franco-italien de l'Espace Saint-Bernard (relié à La Rosière) ;
- à Gressoney-Saint-Jean (domaine du Weissmatten) et à Gressoney-La-Trinité - Champoluc (Monterosa Ski) ;
- à Cogne, dans le massif du Grand-Paradis ;
- à Pila, qui peut être rejoint directement en télécabine depuis la gare d'Aoste.

Pour le ski de fond :
- Cogne et le Valnontey, au pied du massif du Grand-Paradis ;
- Flassin (Saint-Oyen) ;
- Lignan, dans le haut vallon de Saint-Barthélemy ;
- Ollomont ;
- Rhêmes-Notre-Dame

### La vallée des châteaux
Les vallées du Val d'Aoste regroupent un millier de hameaux et une centaine de châteaux (dont les plus fameux sont ceux de Fénis, de Verrès et de Saint-Pierre), souvent bien conservés, et qui s'égrènent le long des vallées.

### Hôtellerie
L'hôtellerie regroupe à peu près 500 hôtels de 3 et 4 étoiles, car les résidences de vacances sont peu développées ainsi que les résidences secondaires. L'hôtel le plus renommé est le Grand Hôtel Billia à Saint-Vincent. Une école hôtelière est présente à Châtillon.

### Tourisme rural (Agrotourisme)
Après ses débuts en 1983, l'agrotourisme valdôtain compte aujourd'hui une cinquantaine d'exploitations ouvrant leurs portes aux vacanciers.

### Autres événements
Chaque année à Saint-Vincent sont discernés le prix « Grolles d'Or » du cinéma et de la télévision et le Prix Saint-Vincent du journalisme.

## Secteur tertiaire
Le nombre d'employés dans le secteur public (organismes régionaux et assessorats) est très élevé, en raison du statut de large autonomie dont jouit la Vallée d'Aoste.
L'activité industrielle sur le territoire régional est promue et développée par Vallée d'Aoste Structure Sàrl, gérant aussi les deux pépinières d'entreprises à Aoste et à Pont-Saint-Martin.

### ITC
Une société in-house de la région et de la commune d'Aoste est l' INVA, créée par la LR 81/1987, qui s'occupe du développement des technologies de l'information et de la communication.

## Zone franche
Le statut d'autonomie de la Vallée d'Aoste prévoit entre autres l'institution d'une zone franche sur le territoire entier. Cependant, ce principe formellement et officiellement énoncé sur le papier, n'a jamais été complètement mis en œuvre dans les faits, et ne concernant dans la pratique que certains produits (café, parfums, liqueurs et sucre), et récemment enfin aboli. La querelle portant sur l'application manquée de la zone franche ne cesse de poser problème encore aujourd'hui, après son abolition.